# Xã Moe, Quận Douglas, Minnesota
Xã Moe (tiếng Anh: Moe Township) là một xã thuộc quận Douglas, tiểu bang Minnesota, Hoa Kỳ. Năm 2010, dân số của xã này là 784 người.